# Robot de cuisine
 (novembre 2013).
Si vous disposez d'ouvrages ou d'articles de référence ou si vous connaissez des sites web de qualité traitant du thème abordé ici, merci de compléter l'article en donnant les références utiles à sa vérifiabilité et en les liant à la section « Notes et références ».

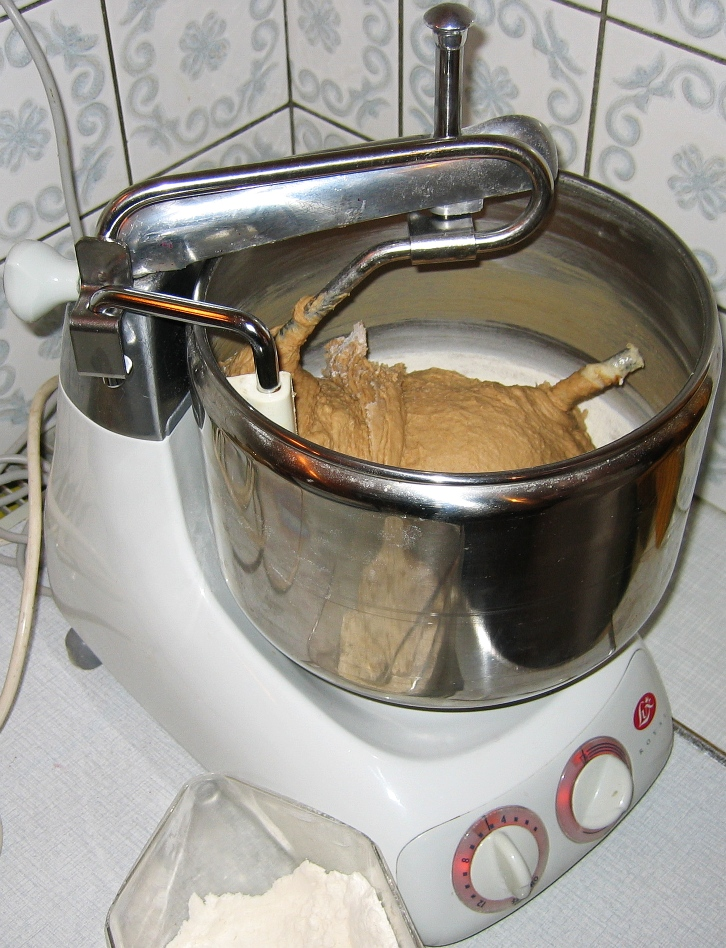
Robot suédois, pétrin ménager à cuve rotative, créé en 1940 par Electrolux.

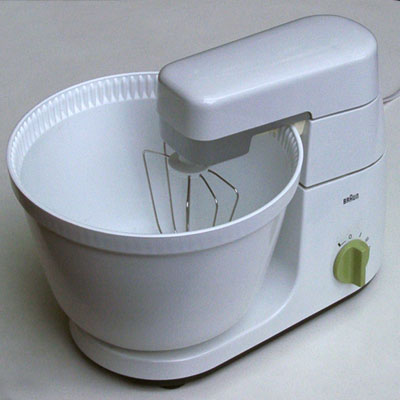
Robot ménager Braun des années 1970.

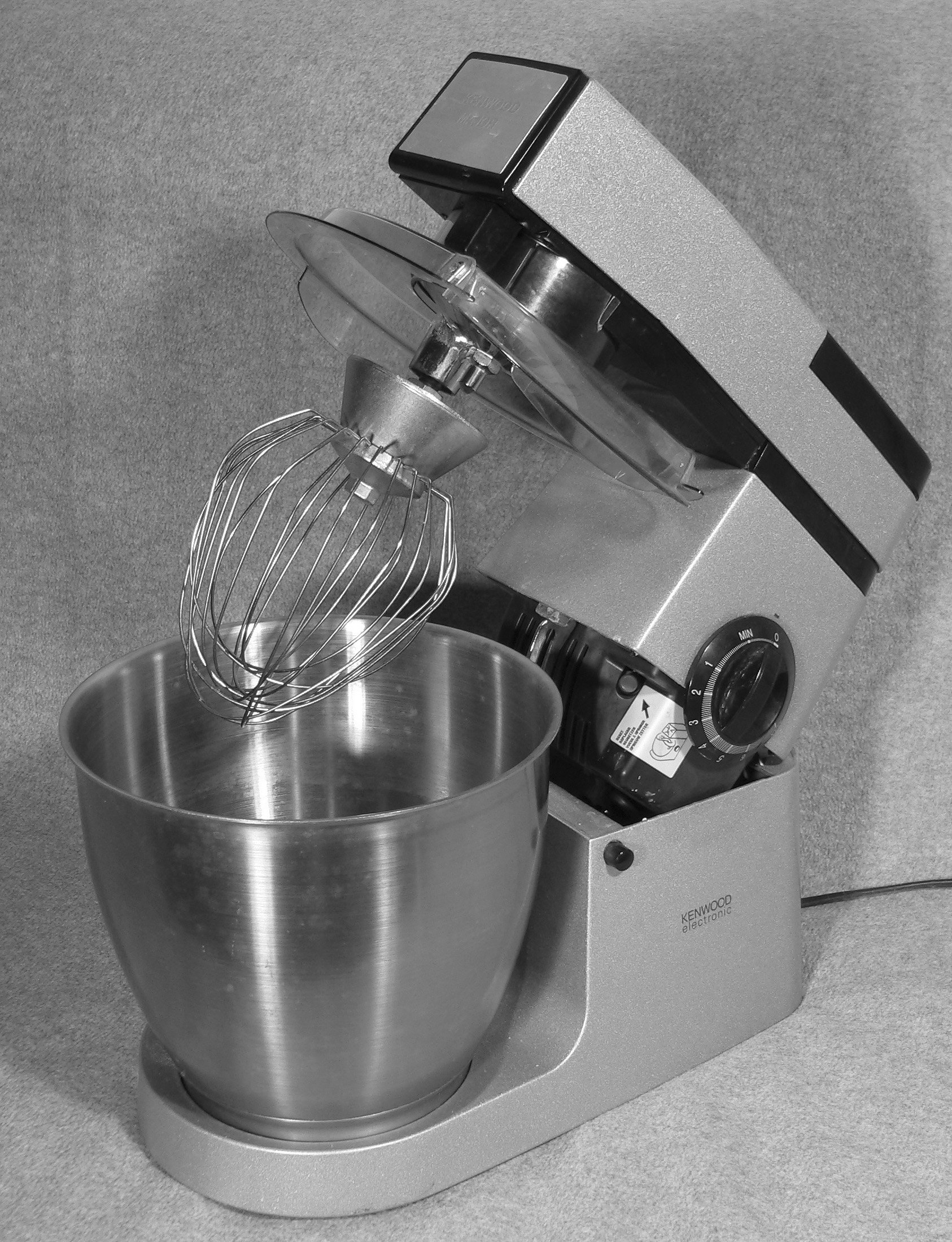
Robot Kenwood des années 1990.

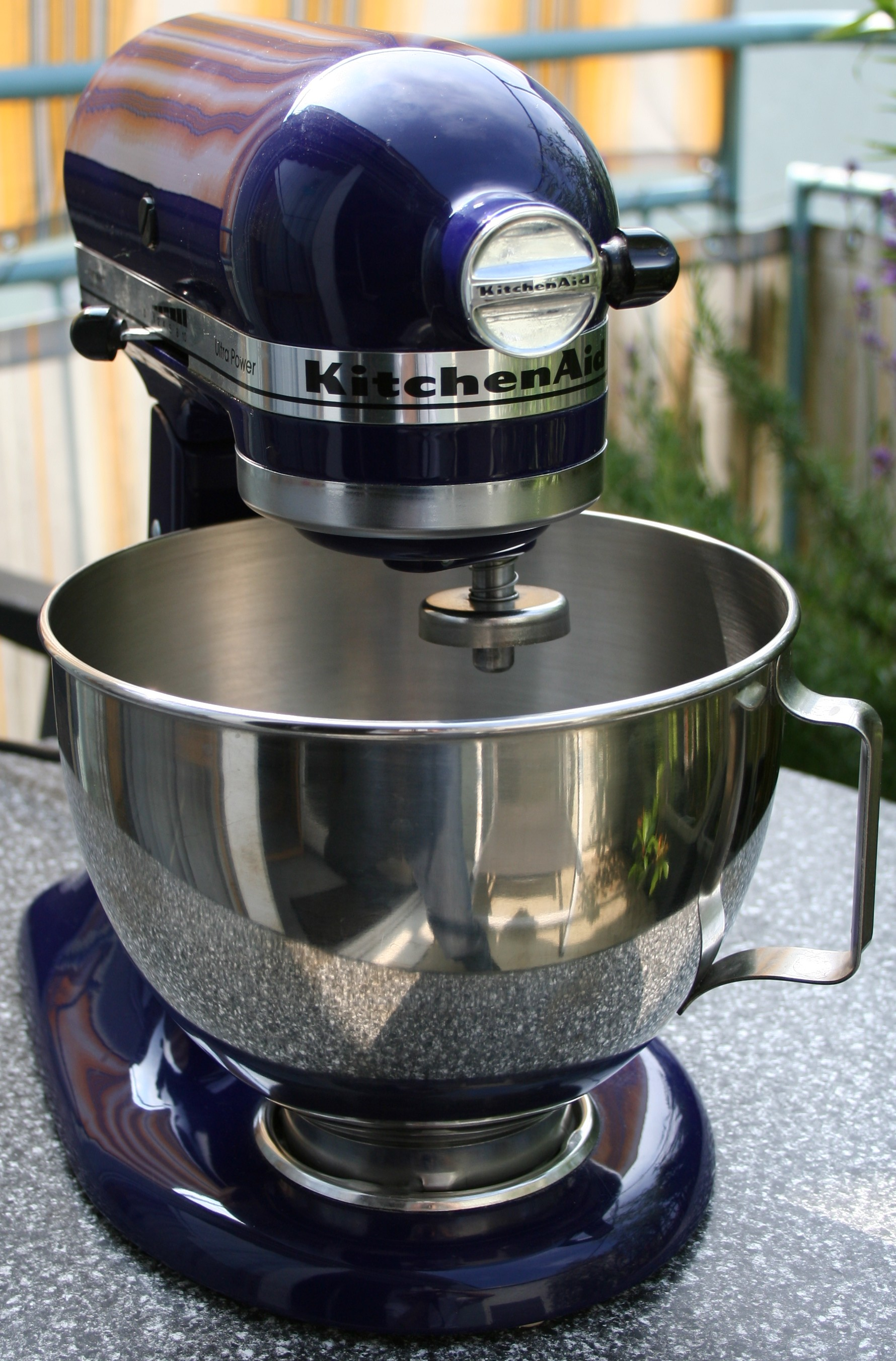
Robot ménager KitchenAid.

Un robot de cuisine, robot culinaire ou robot ménager ou robot multifonction, parfois abrégé simplement en « robot », est un appareil électrique de cuisine utilisé pour faciliter diverses tâches répétitives dans le processus de préparation des aliments.
Les robots de cuisine sont semblables aux mixeurs à bien des égards. La principale différence est que les robots de cuisine disposent de lames interchangeables au lieu d'une lame fixe. En outre, leurs récipients sont plus larges et plus courts, une forme plus appropriée pour les aliments solides ou semi-solides (découpe de légumes) habituellement travaillées par un robot de cuisine. Le mixeur est lui spécialisé dans les aliments sous forme liquide (jus). Les robots multifonction permettent de pétrir, battre les blancs en neige, râper, émincer, hacher, émulsionner, etc.

## Histoire
Le premier robot culinaire à destination des professionnels fut un bol équipé de lames rotatives à sa base, lancé par Pierre Verdun en 1963. Ce dernier, observant le temps passé par ses clients à la découpe d'aliments en cuisine, se mit à réfléchir à une machine permettant de leur faire gagner du temps. Au milieu des années 1960, Pierre Verdun fit évoluer son appareil et créa Robot-Coupe, compagnie destinée à produire le premier robot de cuisine commercial.
Le premier robot ménager à destination des particuliers fut lancé en 1971, par l'entreprise Magimix. Il s'agit de la version grand public du premier robot culinaire créé dès 1960 par Pierre Verdun auquel avait été ajouté à la fin des années 1960 un puissant moteur asynchrone. Les robots Magimix sont entièrement fabriqués en France (à Montceau-les-Mines en Bourgogne). Parmi ceux-ci, on trouve le modèle Cook Expert, sans doute le plus connu et le plus apprécié de la marque.
Le robot Thermomix TM 2200 fut également lancé en 1971. Ce modèle fut par la suite élaboré et amélioré afin d'atteindre de meilleures performances. Plus récemment, Vorwerk, marque créatrice du Thermomix, a lancé le Thermomix TM6, un robot capable de concurrencer les meilleurs robots cuiseurs comme le Magimix Cook Expert ou encore le Moulinex Companion.
En 1973, Carl Sontheimer introduit le Magimix 1800 en Amérique du Nord sous la marque Cuisinart, en tant que premier robot de cuisine domestique des États-Unis. Sontheimer, en 1977, fit produire de nouveaux modèles par un fabricant japonais, toujours sous la marque Cuisinart.
En France, l'Américain KitchenAid a vendu ses robots à plusieurs millions d'exemplaires. 
La marque française Moulinex est appréciée pour sa gamme Cookeo.